# Made in the USA (Demi Lovato)
Made in the USA è un brano musicale interpretato dalla cantante statunitense Demi Lovato, pubblicato il 16 luglio 2013 dalla casa discografica Hollywood Records come secondo singolo dal suo quarto album in studio, Demi. Il brano è stato scritto dalla stessa cantante insieme a Corey Chorus, Jason Evigan, Blair Perkins e Jonas Jeberg mentre la produzione è stata affidata esclusivamente a quest'ultimo. Made in the USA è un brano pop rock che celebra un'eterna relazione americana romantica. Il singolo è stato pubblicato poco dopo il 4 luglio, giorno dell’Indipendenza degli Stati Uniti. Ha, inoltre, debuttato all'80º posto nella Billboard Hot 100. Il video conta 165 milioni di visualizzazioni. 

## Video musicale
Il video ufficiale del brano è stato girato il 2 maggio 2013 ed è stato diretto da Ryan Palotta e dalla Lovato.
Il video ha una durata complessiva di quattro minuti e quarantacinque secondi; in esso viene mostrato un amore nato in un luna park tra una ragazza (interpretata da Aimee Teegarden) e un soldato (interpretato da Dustin Milligan) che subisce un'interruzione quando quest'ultimo viene chiamato alle armi.

## Tracce
Download digitale
1. Made in the USA – 3:16 (Corey Chorus, Jason Evigan, Jonas Jeberg, Demi Lovato, Blair Perkins)

## Classifiche
| Classifica (2013) | Posizione raggiunta |
| ----------------- | ------------------- |
| Belgio (Fiandre)  | 67                  |
| Slovacchia        | 62                  |
| Stati Uniti       | 80                  |